# Jimmy Fleming
Jimmy Fleming (Glasgow, 5 dicembre 1901 – East Kilbride, 13 maggio 1969) è stato un calciatore scozzese, di ruolo attaccante.

## Carriera

### Club
Trascorse l'intera carriera nelle file dei Rangers.

### Nazionale
Ha vestito la maglia della Nazionale scozzese tra il 1929 e il 1930.

## Palmarès

### Club

#### Competizioni nazionali
- Campionato scozzese: 7

Rangers: 1926-1927, 1927-1928, 1928-1929, 1929-1930, 1930-1931, 1932-1933, 1933-1934
- Coppa di Scozia: 4

Rangers: 1927-1928, 1929-1930, 1931-1932, 1933-1934